# مهاکاشیه‌په
مَهاکاشیه‌په (به پالی: Mahākassapa) که با نام ماها کاساپا نیز شناخته می‌شود، در اصل یک براهمان از ماگادها بود. او زندگی پیشین خود را رها کرد و به یکی از اولین و مهم‌ترین شاگردان گوتاما بودا تبدیل شد. او نقش مهمی در نخستین شورای بودایی داشت و ریاست آن را بر عهده داشت. در این شورا، آموزه‌های بودا به رهبری مهاکاشیاپا جمع‌آوری و در قالب متون سوتراپیتاکا و وینیایاپیتاکا دسته‌بندی شد.
طبق افسانه‌های مدارس چان و ذن که دارای سنت پدرسالاری هستند، مهاکاشیه‌په اولین پدرسالار بعد از بودا بود.
در مهایانا، مهاکاشیه‌په اغلب به همراه آناند به تصویر کشیده می‌شود، به طوری که در دو طرف بودا قرار می‌گیرند. در مهایانا، مهاکاشیه‌په و آناند اغلب نقش «دو شاگرد برجسته» را بر عهده دارند که مشابه نقش ساریپوتا و مگالانا در پالی کانن از ترواده است. با این حال، در ترواده نیز مهاکاشیه‌په (یا ماها کاساپا) یک راهب بسیار برجسته و محترم است که نقشی مهم در شورای پس از پارینبانای بودا ایفا می‌کند.

## مهاکاشیه‌په در مهایانا
سوتراهای مهایانا داستانی مشهور دربارهٔ مهاکاشیه‌په و بودا را روایت می‌کنند. در حین یک درس در کوه گرادهراکوتا، بودا یک گل نیلوفر را به حضار نشان داد. مردم منظور این اشاره را متوجه نشدند، به جز مهاکاشیه‌په که لبخند زد. بودا گفت: «من روش گشودن کامل چشم خرد و رسیدن به نیروانا را یافته‌ام. این روش را نمی‌توان با کلمات بیان کرد، اما انتقال آن فراتر از کلمات است. امروز من آن را به تو، مهاکاشیاپا، منتقل می‌کنم. باید مراقب این روش باشی و مراقب باش که همیشه منتقل شود تا هرگز از بین نرود.» این داستان به ضرب‌المثل چینی معروف تبدیل شده‌است: «مهاکاشیه‌په به بودایی که گل در دست دارد می‌خندد.»

## مهاکاشیه‌په در ترواده
طبق سنت ترواده، مهاکاشیه‌په هشت روز پس از اینکه راهب شد، به مقام ارهت (ارجمندی یا همان بالاترین مرتبه روشنگری در بودیسم ترواده) رسید. مهاکاشیه‌په در مجموعه‌نوشتارهای پالی به عنوان راهبی که مایل بود زندگی ساده و زاهدانه‌ای در محیطی طبیعی داشته باشد، به تصویر کشیده شده‌است. به همین دلیل بودا او را به عنوان راهبی که در عمل زاهدانه سیزده دوتانگا (سیزده قانون اضافی که راهبان می‌توانند برای تعمیق تمرین معنوی خود از آنها پیروی کنند) پیشرو بود، می‌دانست.
مهاکاشیه‌په تنها راهبی بود که بودا تا به حال لباس خود را با او عوض کرده بود (چیزی که مها کاساپا آن را افتخاری بزرگ می‌دانست). مهاکاشیه‌په نقش حمایتی در قبال جامعه رهبانی (سانگه)، بر عهده داشت. رابطه او با آناند (یکی از شاگردان برجسته بودا) بسیار دوستانه بود و آنها یکدیگر را گرامی می‌داشتند، اما گاهی اوقات مهاکاشیه‌په زمانی که فکر می‌کرد آناند بدون فکر عمل می‌کند، می‌توانست انتقاد هم بکند.